# Bộ Qua (戈)
Bộ Qua, bộ thứ 62 có nghĩa là "cái kích" là 1 trong 34 bộ có 4 nét trong số 214 bộ thủ Khang Hy.
Trong Từ điển Khang Hy có 116 chữ (trong số hơn 40.000) được tìm thấy chứa bộ này.

## Tự hình Bộ Qua (戈)

Giáp cốt văn
Kim văn
Tiểu triện

## Chữ thuộc Bộ Qua (戈)
| Số nét bổ sung | Chữ                  |
| -------------- | -------------------- |
| 0              | 戈                   |
| 1              | 戉 戊 戋             |
| 2              | 戌 戍 戎 戏 成       |
| 3              | 我 戒 戓             |
| 4              | 戔 戕 或 戗          |
| 5              | 战                   |
| 6              | 戙                   |
| 7              | 戚 戛 戜 戝          |
| 8              | 戞 戟 裁             |
| 9              | 戠 戡 戢 戣 戤 戥 戦 |
| 10             | 戧 戨 戩 截 戫 戬    |
| 11             | 戭 戮 戯 戱 戴       |
| 12             | 戰                   |
| 13             | 戲                   |
| 14             | 戳 戴                |
| 18             | 戵                   |